# Гипотеза Бибербаха
Гипотеза Бибербаха — доказанное предположение, высказанное в 1916 году немецким учёным Л. Бибербахом относительно верхней границы коэффициентов разложения однолистных функций в ряд Тейлора.
Обозначим {\displaystyle \Delta } — открытый единичный круг комплексной плоскости: {\displaystyle \Delta =\{z:|z|<1\}}.
{\displaystyle S} — множество всех аналитических и однолистных в {\displaystyle \Delta } функций {\displaystyle f(z)}, имеющих разложение в ряд Тейлора в окрестности нуля вида:
{\displaystyle f(z)=z+\sum _{n=2}^{\infty }c_{n}z^{n}.}
По гипотезе коэффициенты {\displaystyle |c_{n}|\leqslant n}, причём {\displaystyle c_{n}=n} только для функций Кёбе вида
{\displaystyle k_{\theta }(z)={\frac {z}{(1-ze^{i\theta })^{2}}}.}

## История доказательства гипотезы
- 1916 год — высказана гипотеза. Бибербахом доказана справедливость гипотезы при {\displaystyle n=2}.
- 1923 год — доказана гипотеза для {\displaystyle n=3}. Автор доказательства — Чарльз Лёвнер[англ.], для доказательства был создан параметрический метод Лёвнера.
- 1955 год — доказательство для {\displaystyle n=4}. Авторы — Гарабедян[англ.], Шиффер[англ.]. Метод, использованный при доказательстве, был назван методом Шиффера.
- 1968, 1969 годы — две независимые работы с доказательством гипотезы для {\displaystyle n=6} — Роджер Педерсон (Roger N. Pederson), Мицуру Одзава (Mitsuru Ozawa).
- 1972 год — доказана гипотеза для {\displaystyle n=5} — Педерсон, Шиффер.

- 1925 год — Литлвуд доказывает, что {\displaystyle |c_{n}|\leqslant e\cdot n} для любого {\displaystyle n}.
- 1951 год — Базилевич, Милин Исаак Моисеевич: доказано соотношение {\displaystyle |c_{n}|\leqslant e/2\cdot n+\mathrm {const} }.
- 1965 год — Милин: {\displaystyle |c_{n}|\leqslant 1{,}243\cdot n}.
- 1971 год — Милин: высказывает предположение, что сконструированная им последовательность логарифмических функционалов        ( функционалы Милина) неположительна для любой функции из класса S  и отмечает, что это свойство влечет доказательство  гипотезы Бибербаха.
- 1972 год — Карл Фитцджеральд (Carl FitzGerald): {\displaystyle |c_{n}|\leqslant {\sqrt {7/6}}n}.
- 1984 год — доказательство верности гипотезы Бибербаха, автор — Луи де Бранж.